# Bodil Hulgaard
Bodil Christina Hulgaard, född 24 november 1939, död 4 november 2020, var en svensk jurist. Hon var regeringsråd i Regeringsrätten 1997–2004.
Bodil Hulgaard var regeringsrättssekreterare 1975–1976 och arbetade därefter i Finansdepartementet 1978–1987. Hon utnämndes till kammarrättsråd i Kammarrätten i Göteborg 1981 och var skattechef i dåvarande Riksskatteverket 1987–1993. Hulgaard utnämndes av regeringen den 6 februari 1997 till regeringsråd. Hon gick i pension från Regeringsrätten 2004.
Hulgaard medverkade i flera offentliga utredningar främst på skatte- och socialförsäkringsområdet och var arbetande ordförande i skattelagskommittéen.
Bodil Hulgaard var ledamot i den särskilda nämnden för dödförklaring som hanterar fall då en försvunnen person dödförklaras.